# Hungersnot in Sowjetrussland 1921–1922

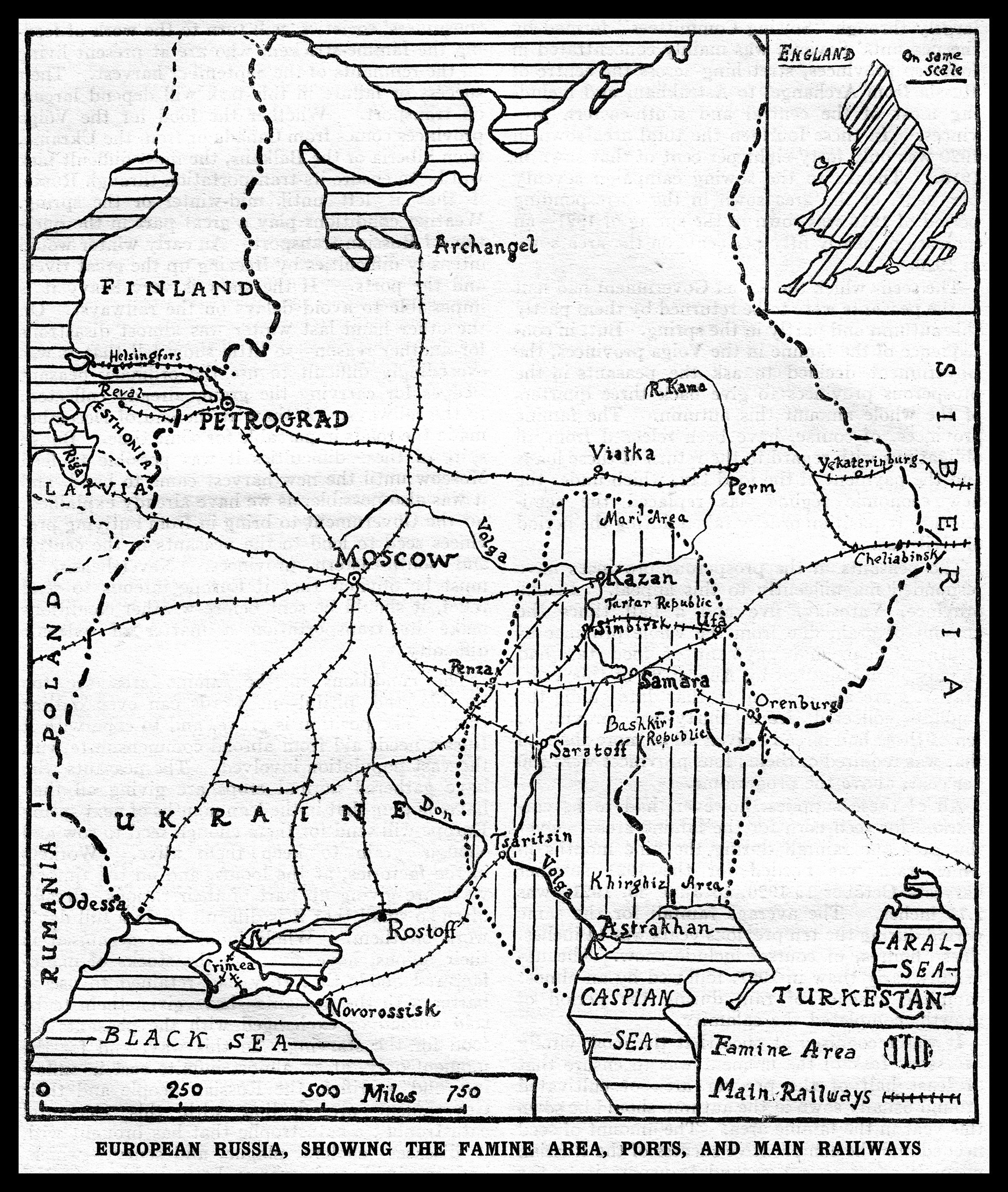
Das Gebiet der Hungersnot im Herbst 1921

Die russische Hungersnot von 1921–1922, auch bekannt als Powolschje-Hungersnot, war eine schwere Hungersnot in Sowjetrussland, welche fünf Millionen Menschenleben forderte. Hauptsächlich betroffen von der Hungersnot, die im Frühjahr 1921 begann und bis Ende 1922 andauerte, waren die Regionen an Wolga und Ural.
Die Hungersnot entstand durch ökonomische Rückwirkungen des Ersten Weltkriegs und des mehrjährigen Bürgerkriegs in Verbindung mit der Politik des Kriegskommunismus, besonders durch die Prodraswjorstka-Kampagne (Nahrungsmittelrequirierung). Ein schlechtes Schienenverkehrsnetz trug zur Verschärfung der Ernährungslage bei, weil Lebensmittel nicht effizient verteilt werden konnten.
Eine der in der Geschichte Russlands periodisch wiederkehrenden Dürren verschärfte die Situation zu einer nationalen Katastrophe. Die Hungersnot war so schlimm, dass es fraglich war, ob Saatgut nicht eher gegessen als tatsächlich gesät wurde. Eine Zeit lang mussten Hilfsorganisationen die Bahnangestellten mit Saatgut versorgen, damit Lieferungen überhaupt befördert wurden.

## Geschichte
Vor Ausbruch der Hungersnot hatte Russland bereits sechseinhalb Jahre unter dem Ersten Weltkrieg und dem Bürgerkrieg gelitten.
Alle Seiten des Bürgerkriegs – Bolschewiki, die Weiße Bewegung, die Anarchisten, die Sezessionsbewegungen verschiedener Völker – deckten sich vor der Hungersnot mit Nahrungsmitteln ein, indem sie diese von den Bauern beschlagnahmten. Die bolschewistische Regierung verlangte Nachschub von den Bauern für wenig oder gar keine Gegenleistung. Diese Politik führte zu einem starken Rückgang der Ernte-Produktion. Der offiziellen Position der Bolschewiki zufolge behielten die reichen Bauern (Kulaken) ihren Überschuss an Getreide, um ihren Wohlstand zu wahren. Statistiken zufolge wurde das meiste Getreide, sowie auch andere Nahrungsmittelvorräte, am Schwarzmarkt gehandelt. Die Bolschewiki waren der Meinung, dass die Bauern versucht hätten, die Kriegsbemühungen zu untergraben. Das Schwarzbuch des Kommunismus behauptet, Lenin habe die Beschlagnahme der Nahrung, die Landwirte für ihren eigenen Lebensunterhalt angebaut hatten, sowie ihres Saatgutes in Vergeltung für diese „Sabotage“ angeordnet. Das habe zu verbreiteten Bauernaufständen geführt, wie Stéphane Courtois, Mitautor und Herausgeber des „Schwarzbuches“, schreibt. Außerdem habe Lenin im Jahre 1920 mehr Nachdruck bei der Beschlagnahmung von Nahrungsmitteln von den Bauern gefordert. Hilfe von außen wurde anfänglich abgelehnt. Die American Relief Administration (ARA), die Herbert Hoover gegründet hatte, um die Opfer des Ersten Weltkrieges mit Nahrungsmitteln zu versorgen, bot Lenin 1919 unter der Bedingung, volle Verfügung über das russische Schienennetz zu bekommen und Nahrungsmittel vorbehaltlos an alle verteilen zu dürfen, Hilfe an. Lenin lehnte dieses Angebot mit der Begründung, dass dies eine Einmischung in Russlands innere Angelegenheiten wäre, zunächst ab.
Lenin wurde schließlich von mehreren Ereignissen (der Hungersnot, dem Kronstädter Matrosenaufstand, dem Bauernaufstand von Tambow, sowie dem Misserfolg eines deutschen Generalstreiks) überzeugt, seine Innen- und Außenpolitik zu überdenken und verabschiedete am 15. März 1921 die „Neue Ökonomische Politik“. Die Hungersnot verhalf zu einer Öffnung Russlands: Lenin erlaubte schlussendlich Hilfsorganisationen, Hilfe ins Land zu bringen. Kriegshilfe in Westeuropa war nicht länger erforderlich und die ARA hatte eine Hilfsorganisation zur Bekämpfung der polnischen Hungersnot, die im Winter 1919–1920 ausgebrochen war, gegründet.

## Internationale Hilfsaktionen

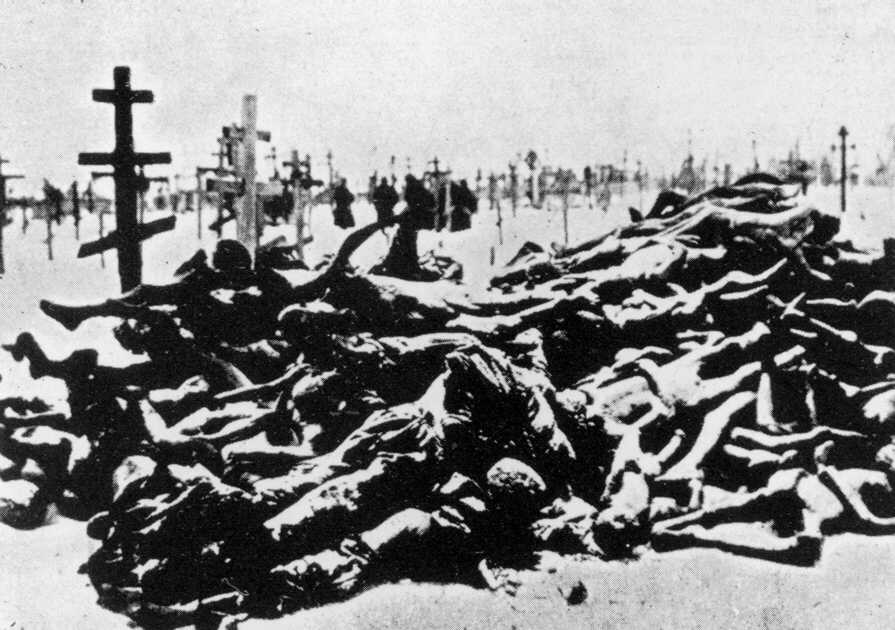
Opfer der Hungersnot in Busuluk, in der Nähe von Saratow

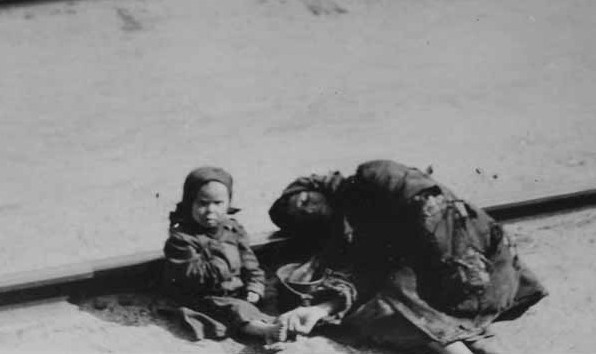
Opfer der Hungersnot, 1922

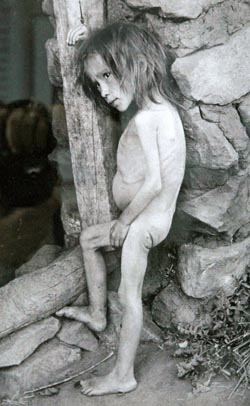
Hungerndes russisches Mädchen in Buguruslan, 1921

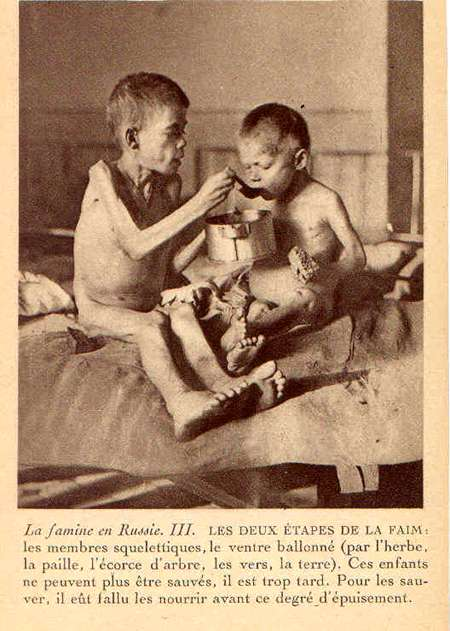
Hungernde russische Kinder, 1922

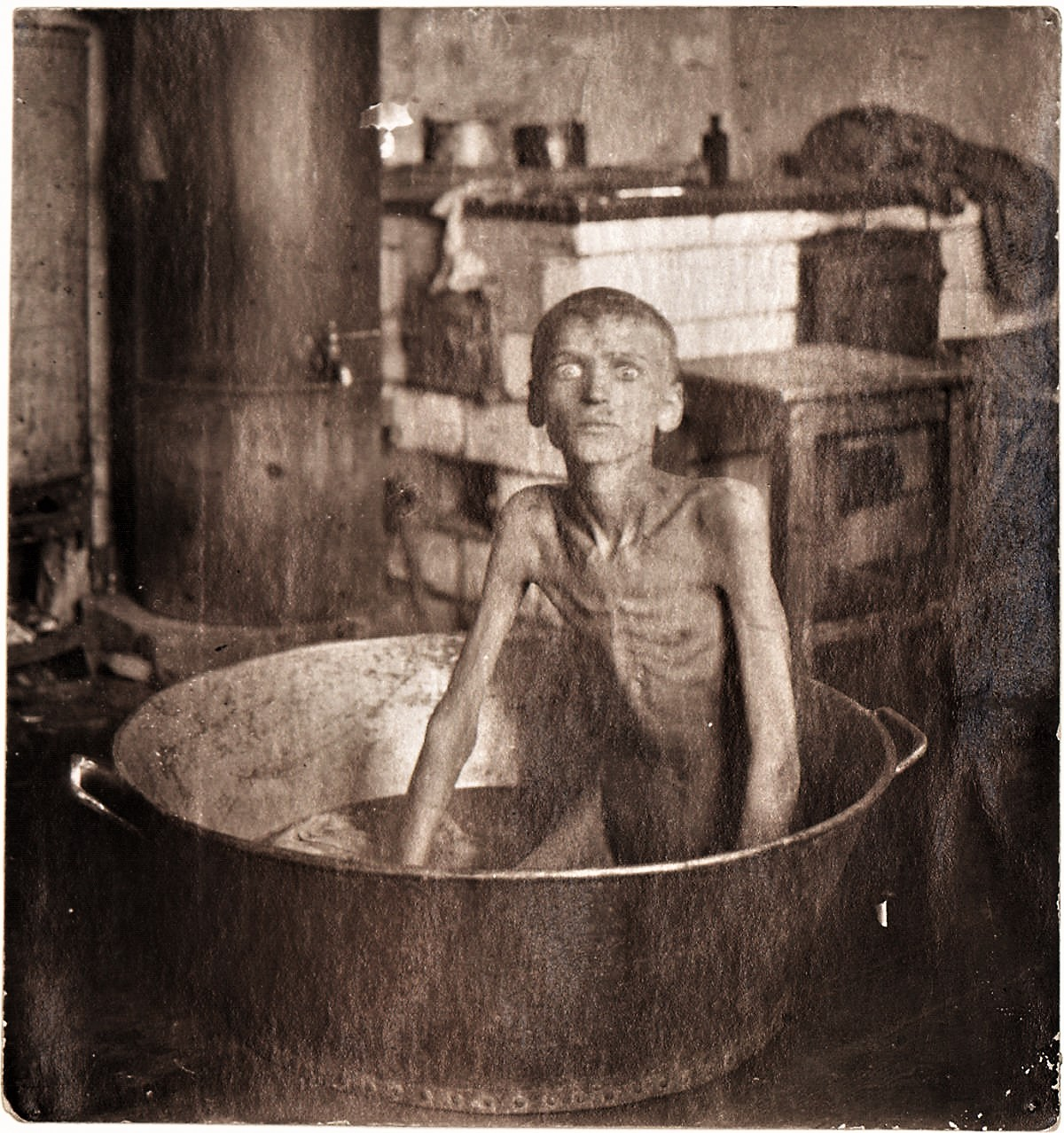
Ein hungernder Junge aus dem ukrainischen Dorf Blahowischtschenka (1921/22)

Obwohl kein offizielles Hilfeersuchen veröffentlicht wurde, durfte eine Gruppe von bekannten Personen ohne offensichtliche Parteizugehörigkeit einen Hilfsappell starten. Im Juli 1921 publizierte der Autor Maxim Gorki einen Aufruf, in dem er schrieb, dass Millionen von Leben durch Ernteausfall bedroht seien. Bei einer Konferenz in Genf am 15. August, die vom Internationalen Komitee des Roten Kreuzes und der Liga der Rotkreuzgesellschaften organisiert wurde, wurde das International Committee for Russian Relief (ICRR) gegründet mit Fridtjof Nansen als Hochkommissar. Nansen reiste nach Moskau, wo er einen Vertrag mit dem Sowjetischen Außenminister Georgi Tschitscherin unterzeichnete, der dem ICRR volle Kontrolle seiner Handlungen bewilligte. Da Nansen keine private Organisation in der Lage sah, eine erforderlich riesige Hilfsaktion aus eigenen Mitteln zu stemmen, bat er den Völkerbund im September um einen Zuschuss von 30 Millionen £ und erntete Argwohn, ja von denen, die den Hunger als Gottes Schlag gegen die Bolschewiken betrachteten, sogar Feindseligkeit. Man verschob das Thema auf eine Sitzung des Supreme Council of the Allies im Oktober, nach der vom Völkerbund jegliche Hilfe für Sowjetrussland abgelehnt wurde. In Großbritannien hatte bereits eine Spendenaktion begonnen, mit allem was zu modernen Soforthilfemaßnahmen dazugehörte – Anzeigen in Zeitungen, lokale Spendensammlungen und einem Kurzfilm, der in der betroffenen Gegend gedreht wurden. Die erste Hilfsladung, die 600 Tonnen an Hilfsgütern enthielt, wurde im September 1921 in London verschifft. Das erste Versorgungszentrum wurde im Oktober in Saratow eröffnet.
Die Hauptakteure in der internationalen Hilfsaktion waren neben Hoovers American Relief Administration, unter anderem das American Friends Service Committee und die International Save the Children Union mit dem britischen Save the Children Fund als Hauptspender. Ungefähr 10 Millionen Menschen wurden mit Nahrungsmitteln versorgt, wovon der Großteil von der ARA stammte, finanziert vom Kongress der Vereinigten Staaten. Die europäischen Agenturen, die vom ICRR koordiniert wurden, versorgten täglich 2 Millionen Menschen: Auf dem Höhepunkt versorgte die International Save the Children Union rund 375.000 Menschen in ihren Zentren in Saratow. Die Aktion war gefährlich – viele der Arbeiter starben an Cholera – und stieß auch auf Kritik, mitunter von Seiten des Londoner Daily Express, der zuerst die Schwere der Hungersnot bestritt und danach argumentierte, dass das Geld besser zur Behebung der Armut im Vereinigten Königreich verwendet werden sollte.
Nachdem es der sowjetischen Führung bei der Konferenz von Genua nicht gelungen war, den Westen zu Handelsabkommen oder Anleihen zu bewegen oder Kredite zu erhalten, blieb als einziger Weg, Devisen zu erhalten, der Export von Getreide. Am 6. November 1922 bekam der ARA-Leiter vor Ort, William N. Haskell, von Außenkommissar Kamenew die Mitteilung, man beabsichtige, Getreide im Wert von 50 Millionen Dollar auszuführen. Dies wurde von der ARA in einem Telegramm streng verurteilt – die Schuld am Tod von Millionen Menschen würde damit auf die Regierungsbehörde kommen – doch unterblieb eine Androhung der Beendigung der eigenen Hilfsaktion. Nach den unpopulären Zwangsrequirierungen 1920–21 konnte die Sowjetregierung nicht riskieren, von den Bauern Getreide ohne entsprechende Gegenleistung zu fordern. Der ARA-Hilfsdienst in Russland nahm letztendlich zum Export von Getreide den sowjetischen Standpunkt an.

## Zahl der Todesopfer
Wie auch bei anderen größeren Hungersnöten gibt es etliche Schätzungen über die Zahl der Opfer. Einer offiziellen Sowjetpublikation in den frühen 1920er Jahren zufolge starben rund 5 Millionen Menschen allein im Jahr 1921 an den Folgen der Hungersnot. Diese Zahl wird für gewöhnlich in Lehrbüchern zitiert. Andere, konservativere Quellen zählen nicht mehr als eine Million und eine Schätzung der ARA Medical Division sprach von 2 Millionen Opfern. Auf der anderen Seite sprachen Zeugen von 10 Millionen Opfern. Bertrand Patenaude zufolge scheint eine solche Zahl nicht übertrieben, gemessen an den vielen Millionen Opfern von Krieg, Hungersnot und Terror im 20. Jahrhundert.

## Politische Instrumentalisierung
Die Hungersnot entstand nach sechseinhalb Jahren Gewalt und Unruhen (zuerst der Erste Weltkrieg, dann zwei russische Revolutionen im Jahre 1917, danach der Russische Bürgerkrieg). Viele verschiedene politische und militärische Gruppierungen waren in diese Vorkommnisse involviert und wurden von ihren Gegnern beschuldigt, zur Hungersnot beigetragen bzw. sie gänzlich verursacht zu haben.
1922 begannen die Bolschewiki damit, Kircheneigentum zu beschlagnahmen. Allein in diesem Jahr wurden mehr als viereinhalb Millionen Goldrubel Eigentum beschlagnahmt. Davon wurde eine Million Goldrubel zur Hilfe der Hungersnot gespendet. In einem geheimen Brief an das Politbüro vom 19. März 1922 drückte Lenin die Absicht aus, mehrere hundert Millionen Goldrubel zu beschlagnahmen, um die Menschen in der Hungersnot zu unterstützen.
In seinem geheimen Brief an das Politbüro erklärte Lenin, dass die Hungersnot eine Gelegenheit bieten würde, gegen die Kirche vorzugehen. Richard Pipes behauptete, dass die Hungersnot den Bolschewiki als Vorwand diente, die orthodoxe Kirche zu verfolgen, die erheblichen Einfluss auf den Großteil der Bauernschaft hatte.
Russische antibolschewistische Exilanten in London, Paris und anderswo benutzten die Hungersnot als eine mediale Gelegenheit, die Ungerechtigkeiten des Sowjetregimes hervorzuheben und versuchten, den Handel mit und die offizielle Anerkennung der bolschewistischen Regierung zu verhindern.